# Dravce
Dravce jsou obec na Slovensku, v okrese Levoča v Prešovském kraji. Významným objektem v obci je především raně gotický kostel sv. Alžběty ze 13. století s původními freskami. Na obecním znaku je vyobrazen sedmirohý beránek, který sedí na knize se sedmi pečetěmi.
V roce 2011 zde žilo 777 obyvatel.

## Galerie

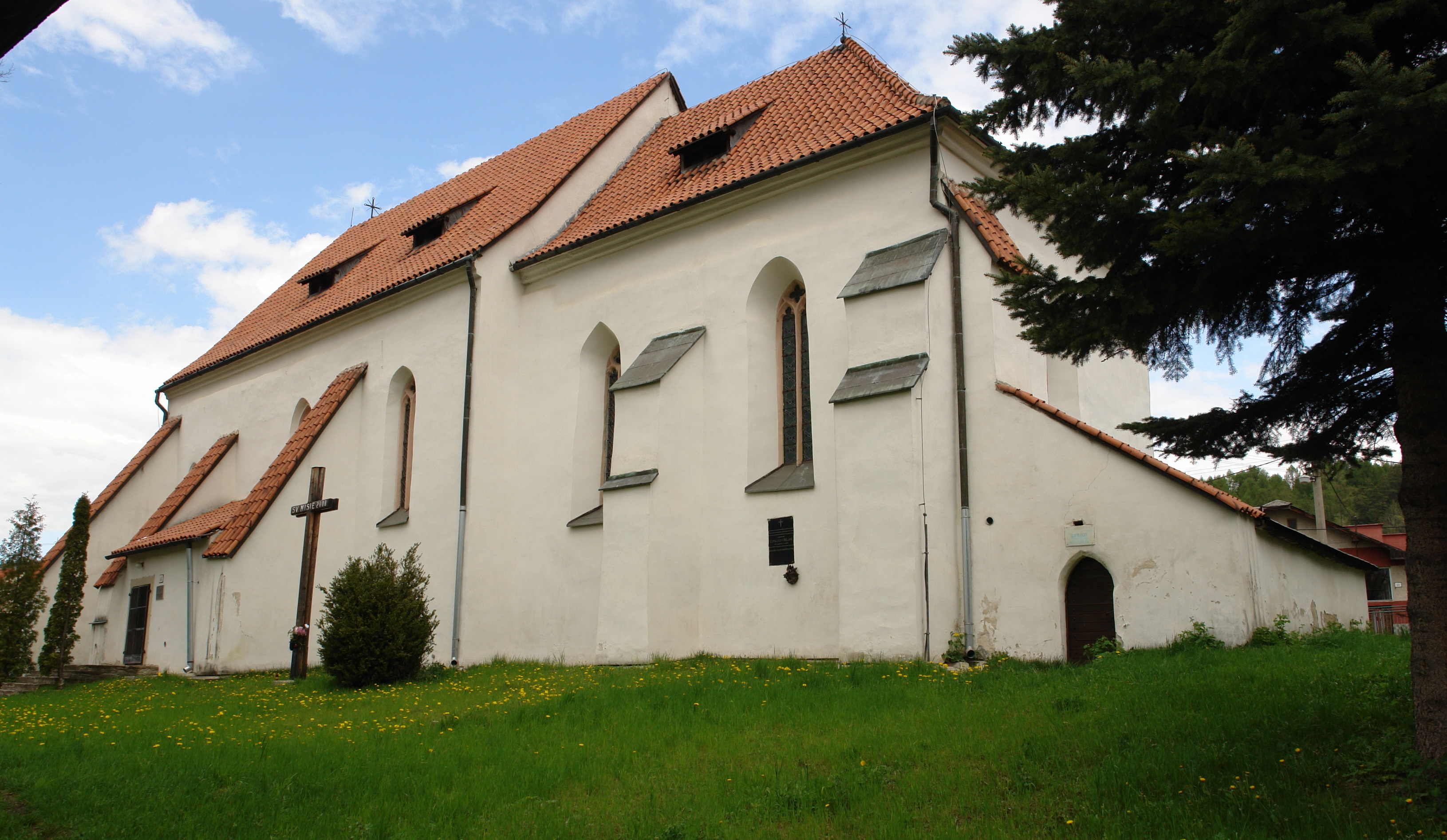
Kostel sv. Alžběty
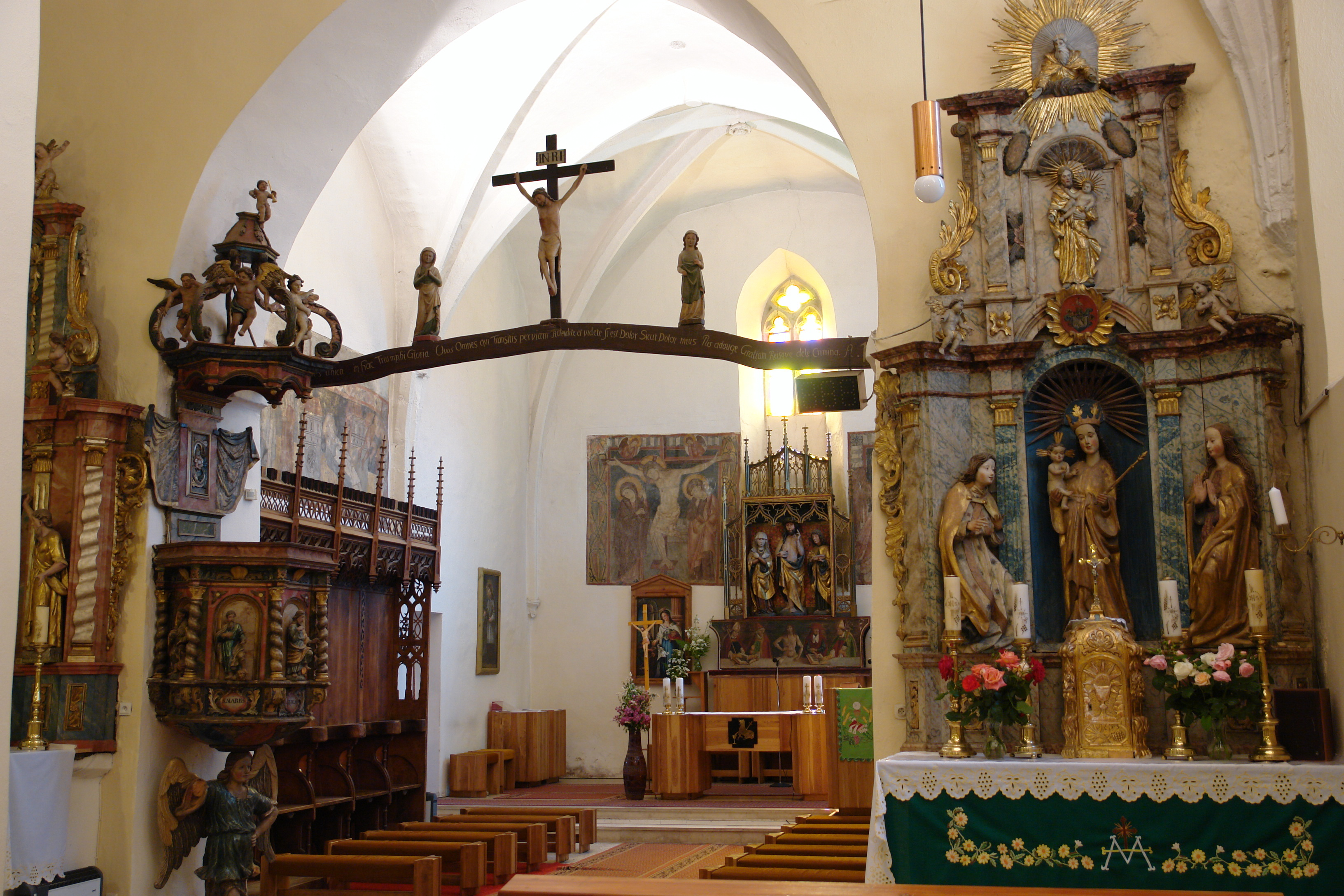
Interiér kostela sv. Alžběty